# Jimmy McCracklin
Jimmy McCracklin (* 13. August 1921 in St. Louis, Missouri; † 20. Dezember 2012 in San Pablo, Kalifornien) war ein US-amerikanischer Bluespianist, Sänger und Komponist. Er war ein Vertreter des West Coast- und Jump Blues. Während seiner fast sieben Jahrzehnte umfassenden Karriere nahm McCracklin mehr als 30 Alben auf, von denen einige Goldstatus erreichten. Nach eigener Aussage schrieb er nahezu tausend Songs.

## Leben und Wirken
McCracklins großes Vorbild war der Bluespianist Walter Davis, den er als Junge kennengelernt hatte. In jungen Jahren war McCracklin auch als Boxer tätig, entschied sich aber für die Musik. Nach seinem Militärdienst während des Zweiten Weltkriegs zog er an die Westküste, wo er 1945 mit Miss Mattie Left Me seine erste Aufnahme machte. 1946 gründete er seine eigene Band Jimmy McCracklin and His Blues Blasters.
Es folgten zahlreiche Aufnahmen für verschiedene Label. 1958 hatte er seinen ersten größeren Hit mit The Walk. Weitere Erfolgsnummern waren unter anderem Just Got to Know (1961), Shame, Shame, Shame (1962), Every Night, Every Day (1965) und My Answer (1966). 1962 erschien sein erstes Album Jimmy McCracklin Sings. 1967 hatten Otis Redding und Carla Thomas mit Tramp einen Hit, dessen Autoren McCracklin und Lowell Fulson sind; 1987 brachten Salt’N’Pepa das Stück erneut in die Charts.
McCracklin wurde 1990 mit dem Pioneer Award der Rhythm and Blues Foundation und 2007 mit dem Living Legend and Hall of Fame Award bei den Bay Area Black Music Awards ausgezeichnet. 2008 wurde er in die Blues Hall of Fame aufgenommen.

## 45rpm-Single-Diskografie (USA)
| A/B-Seite                                                 | Katalog-Nr. | Veröffentlichung |
| --------------------------------------------------------- | ----------- | ---------------- |
|                                                           | Peacock     |                  |
| My Days are Limited / She’s Gone                          | 1605        | 1952             |
| She Felt Too Good / Share and Share Alike                 | 1615        | 1953             |
| I Cried / The End                                         | 1634        | 1953             |
| The Cheater / My Story                                    | 1639        | 1954             |
|                                                           | Modern      |                  |
| Blues Blasters’ Boogie / The Panic’s On                   | 926         | 1954             |
| Darlin’ Share Your Love / Give My Heart a Break           | 934         | 1954             |
| Please Forgive Me / Couldn’t Be a Dream                   | 951         | 1954             |
| Gonna Tell Your Mother / That Ain’t Right                 | 967         | 1955             |
|                                                           | Premium     |                  |
| You’re The One / No Good                                  | 101         | 1956             |
| I Don’t Care / Get Back                                   | 102         | 1956             |
|                                                           | Irma        |                  |
| You’re the One / I Wanna Make Love to You                 | 102         | August 1956      |
| Take a Chance / Fare Well                                 | 103         | 1956             |
| I’m the One / Savoy’s Jump                                | 107         | Januar 1957      |
| Beer Tavern Girl / Love for You                           | 109         | 1957             |
|                                                           | Checker     |                  |
| The Walk / I’m to Blame                                   | 885         | Januar 1958      |
| Everybody Rock / Get Tough                                | 893         | April 1958       |
|                                                           | Mercury     |                  |
| The Wobble / With Your Love                               | 71412       | Februar 1959     |
| Let’s Do It / Georgia Slop                                | 71516       | Oktober 1959     |
| Doomed Lover / By Myself                                  | 71613       | April 1960       |
| You Rascal You / No One to Love Me                        | 71666       | August 1960      |
| What’s That (Part 1) / The Bridge                         | 71747       | Dezember 1960    |
| No One to Love Me / I’ll Be Glad When Your Deal Goes Down | 71766       | Januar 1961      |
|                                                           | Hi          |                  |
| Things I Meant to Say / Here Today and Gone Tomorrow      | 2023        | Juli 1960        |
|                                                           | Chess       |                  |
| I Know / Later On                                         | 1809        | Dezember 1961    |
| One Track Love / Trottin’                                 | 1826        | Mai 1962         |
|                                                           | Art-Tone    |                  |
| Just Got to Know / The Drag                               | 825         | September 1961   |
| Christmas Time (Part 1) / Christmas Time (Part 2)         | 826         | Oktober 1961     |
| Shame, Shame, Shame / I’m the One                         | 827         | Januar 1962      |
| That’s No Big Thing / Susie and Pat                       | 831         | Mai 1962         |
|                                                           | Kent        |                  |
| I’ve Got Eyes for You / I’m Gonna Tell Your Mother        | 369         | Februar 1962     |
|                                                           | Imperial    |                  |
| Bitter Pill / Head Over Flip                              | 5892        | November 1962    |
| I Don’t Care / Just Got to Know                           | 5906        | Januar 1963      |
| Advice / No, No                                           | 5911        | Januar 1963      |
| The Bitter and The Sweet / Just Pretending                | 5926        | März 1963        |
| That’s the Way / I’ll See It Through                      | 5955        | Juni 1963        |
| Every Night / The Slightest Idea                          | 5977        | Juni 1963        |
| Sooner Or Later / Looking for a Woman                     | 5982        | Juli 1963        |
| I Did Wrong / Someone                                     | 66010       | Januar 1964      |
| Just Like It Is / Let’s Do It All                         | 66035       | Mai 1964         |
| Believe in Me / Set Six                                   | 66067       | September 1964   |
| Every Night, Every Day / Can’t Raise Me                   | 66094       | Februar 1965     |
| Arkansas (Part 1) / Arkansas (Part 2)                     | 66116       | Juni 1965        |
| Think / Steppin’ Up in Class                              | 66129       | September 1965   |
| My Answer / Beulah                                        | 66147       | Januar 1966      |
| Come On Home / Something That Beongs to Me                | 66168       | April 1966       |
| Just Let Me Cry / These Boots are Made for Walkin’        | 66180       | Juli 1966        |
| It’s Got to Be Love / Sorry                               | 66207       | September 1966   |
|                                                           | Minit       |                  |
| Let The Door Hit You / This Thing                         | 32018       | Februar 1967     |
| Dog (Part 1) / Dog (Part 2)                               | 32022       | Juni 1967        |
| Get Together / How You Like Your Love                     | 32033       | Januar 1968      |
| Pretty Little Sweet Thing / And I                         | 32044       | Mai 1968         |
| Love, Love, Love / Married Life                           | 32052       | Oktober 1968     |
| Drown in My Own Tears / What’s Going On                   | 32064       | Mai 1969         |
| I Had to Get With It / You Ain’t Nothin’ But a Devil      | 32086       | Januar 1969      |
| Stick to My Mind / I Just Live By the Rules               | 32092       | März 1970        |
|                                                           | Liberty     |                  |
| Believe Me / I Never Thought                              | 56198       | September 1970   |
|                                                           | Evejim      |                  |
| Same Lovin’ / Outside Help                                | 2000        | 1987             |